# História da Ásia Central

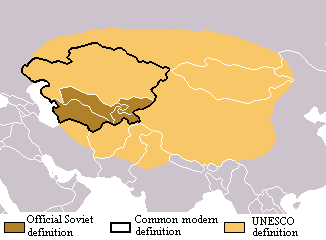
Mapa da Ásia Central, mostrando três conjuntos de limites possíveis para a região

A história da Ásia Central tem sido determinada principalmente pelo clima e geografia da região. A aridez da região faz com que a prática da agricultura e a sua distância para o mar a torna muito isolada do comércio. Por conseguinte, apenas se formaram algumas grandes cidades, e a área foi dominada durante milênios pelos povos nômades das estepes.
As relações entre os nômades das estepes e as populações sedentárias da Ásia Central têm sido controversas. O estilo de vida nômade era bem adequado para a prática da guerra e os cavaleiros das estepes estavam entre os povos da segunda maior potência militar do mundo, mas foram limitados pela falta de unidade interna. Nos momentos em que muitas tribos estavam sob o comando de grandes líderes criaram exércitos quase imparáveis, com a invasão da Europa realizada pelos hunos, os ataques de Wu Hu a China e, especialmente, a conquista de grande parte da Eurásia pelos mongóis.
O domínio dos nômades terminou no século XVI, quando as armas de fogo permitiram aos povos sedentários controlar a região. Desde então, Rússia, China e outras potências expandiram pela região e chegaram a assumir a maior parte da Ásia Central no século XIX. Após a Revolução Russa de 1917, a União Soviética retomou a maior parte da Ásia Central; Mongólia e Afeganistão só permaneceram nominalmente independentes, embora a Mongólia manteve-se independente, na prática, era um Estado satélite soviético e as tropas soviéticas invadiram o Afeganistão no final do século XX. As áreas soviéticas da Ásia Central se industrializaram e construíram uma grande infraestrutura, mas também as culturas locais foram retiradas e houve centenas de milhares de mortes em programas de coletivização fracassados, além de um legado duradouro de tensões étnicas e problemas ambientais.
Após o colapso da União Soviética, cinco países da Ásia Central, ganharam independência - Cazaquistão, Uzbequistão, Turcomenistão, Quirguistão e Tajiquistão. Nestes novos Estados grande parte do poder é detido por oficiais do antigo regime soviético que retêm o poder como ditadores locais. Nenhuma dessas repúblicas pode ser considerada uma democracia. As outras regiões da Ásia Central são parte da República Popular da China.

## A conquista das estepes
O estilo de vida da região, que havia permanecido praticamente inalterado desde o ano 500 aC. começou a desaparecer depois de 1500. Durante os séculos XIV e XV, desenvolveu-se a navegação e os europeus, que já haviam desejado beneficiar-se da Rota da Seda, ao encontrar na sua extremidade ocidental sob governo muçulmano, estabeleceram as primeiras rotas oceânicas. Aos poucos, o comércio entre o Leste Asiático, Índia, Europa e Oriente Médio ocorre nas rotas marítimas em que a Ásia Central que não poderia participar. A desunião da região após a queda do Império Mongol tornou o comércio pela Rota da Seda mais perigoso e imprevisível, assim pouco a pouco essa fonte de riqueza foi diminuindo.

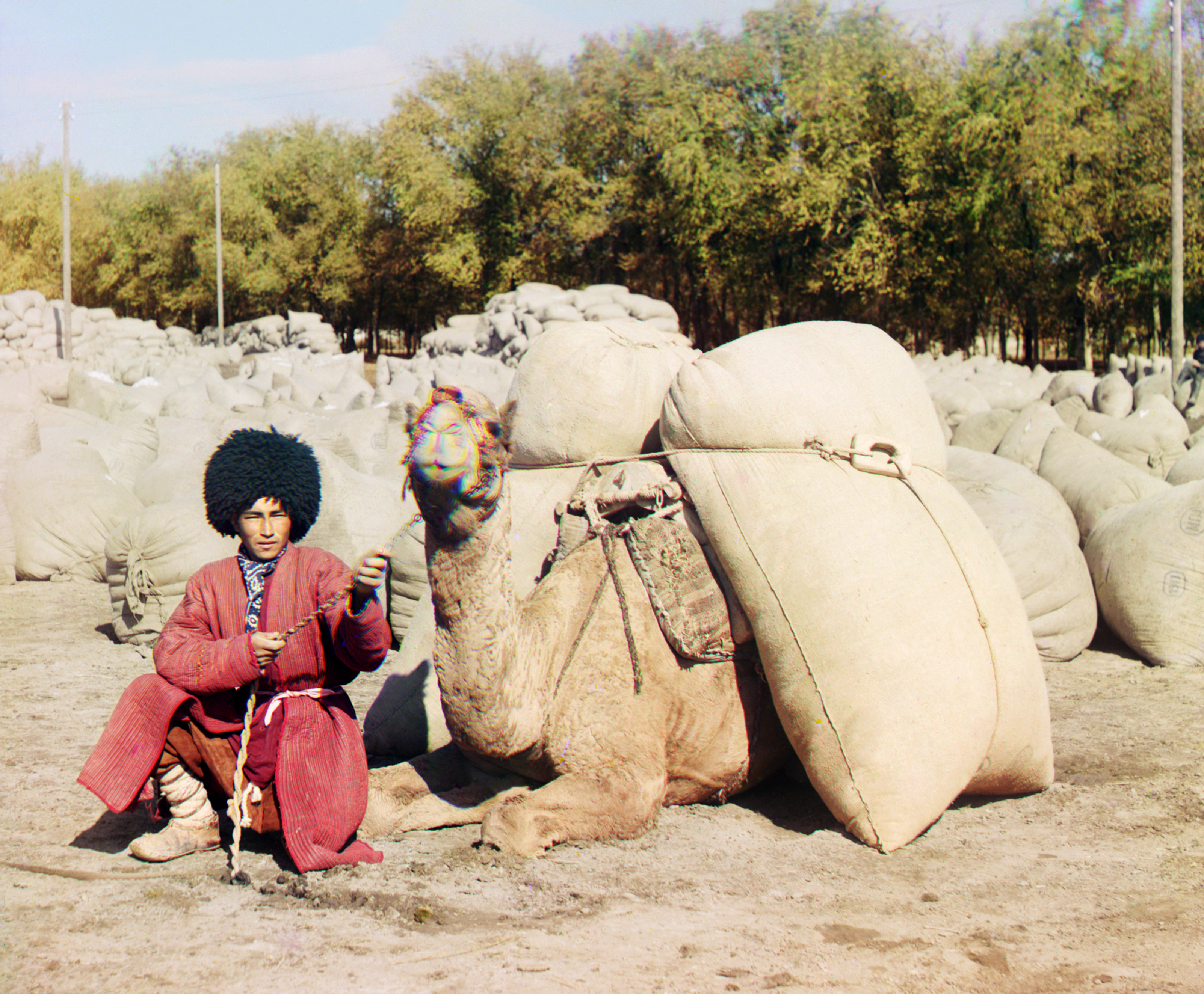
Um nativo do Turcomenistão com suas roupas tradicionais e seu dromedário entre 1905 e 1915.

Ainda mais importante foi a invenção das armas de fogo. A revolução da pólvora permitiu vencer os povos sedentários, derrotar os cavaleiros das estepes em uma luta aberta pela primeira vez. Para a construção dessas armas foram essenciais infraestruturas e economia de sociedades complexas, por isso os nômades foram incapazes de produzi-las. O domínio dos nômades diminuiu severamente desde o princípio do século XV, os povos sedentários foram gradualmente conquistando a Ásia Central.
O último império das estepes foi o dos zungares, que conquistaram grande parte do Turquestão e da Mongólia. No entanto, como um sintoma das mudanças que estavam se desenvolvendo, não estiveram à altura das forças chinesas e foram derrotados pelos exércitos da Dinastia Manchu. No século XVIII, os imperadores da dinastia Manchu, originários da parte leste das estepes, conquistaram a parte ocidental e a Mongólia, assumindo o controle de Sinquião em 1758. A ameaça mongol tinha acabado e a China anexou grande parte da Mongólia interior. O domínio chinês atingiu o coração da Ásia Central e incluiu o Canato de Cocanda, que prestou rendição a Pequim. A Mongólia Exterior e Xinjiang não se tornaram províncias do Império Chinês, mas eram administradas diretamente pela dinastia Manchu. Não tendo governador provincial, os governantes locais mantiveram muitos dos seus poderes. Essas condições especiais foram um obstáculo à migração do resto da China para a região. A Pérsia também começou a expandir-se ao norte, especialmente sob o reinado de Nadir Xá, que estendeu as fronteiras persas além do Amu Darya. No entanto, após sua morte, o Império Afexárida desmoronou e o território ficou sob o controle da Grã-Bretanha e Rússia.
Os russos também se expandiram ao sul, primeiramente transformando as estepes ucranianas em terras agrícolas e, posteriormente, nas bordas das estepes cazaques, começando com a fundação da fortaleza de Orenburg. A conquista lenta do coração da Ásia Central, começou no século XIX, apesar de Pedro, o Grande, imperador russo, ter enviado anteriormente expedições a Quiva que não lograram êxito militar, mas forneceram consistentes descrições sobre os povos locais e a cultura. No século XIX, os nativos pouco podiam fazer para resistir ao avanço russo, com os cazaques conseguindo vitórias em 1820 sob o comando do Kenesary Kasimov, juntamente com os cossacos, que tradicionalmente guerreavam ao lado dos russos nas regiões de fronteira. No entanto, até 1870, a influência da Rússia era mais ligada às trocas comerciais nas regiões do sul, já estabelecidas no século XVI, pois não mudaram o estilo de vida dos nativos e suas formas de governo. O que mudou gradativamente. Com a conquista do Turquestão e de cidades importantes como Tashkent, Samarcanda e Bucara, na década de 60 do século XIX e os esforços posteriores para garantir fronteiras, os russos foram progressivamente conquistando grande parte das estepes para ceder aos agricultores russos, que começaram a chegar em grande número. Este processo foi inicialmente limitado ao extremo norte das estepes, e foi só na década de 1890, quando um número considerável de russos começaram a se estabelecer mais ao sul, especialmente em Semirechie.

## Controle Estrangeiro do Turquestão

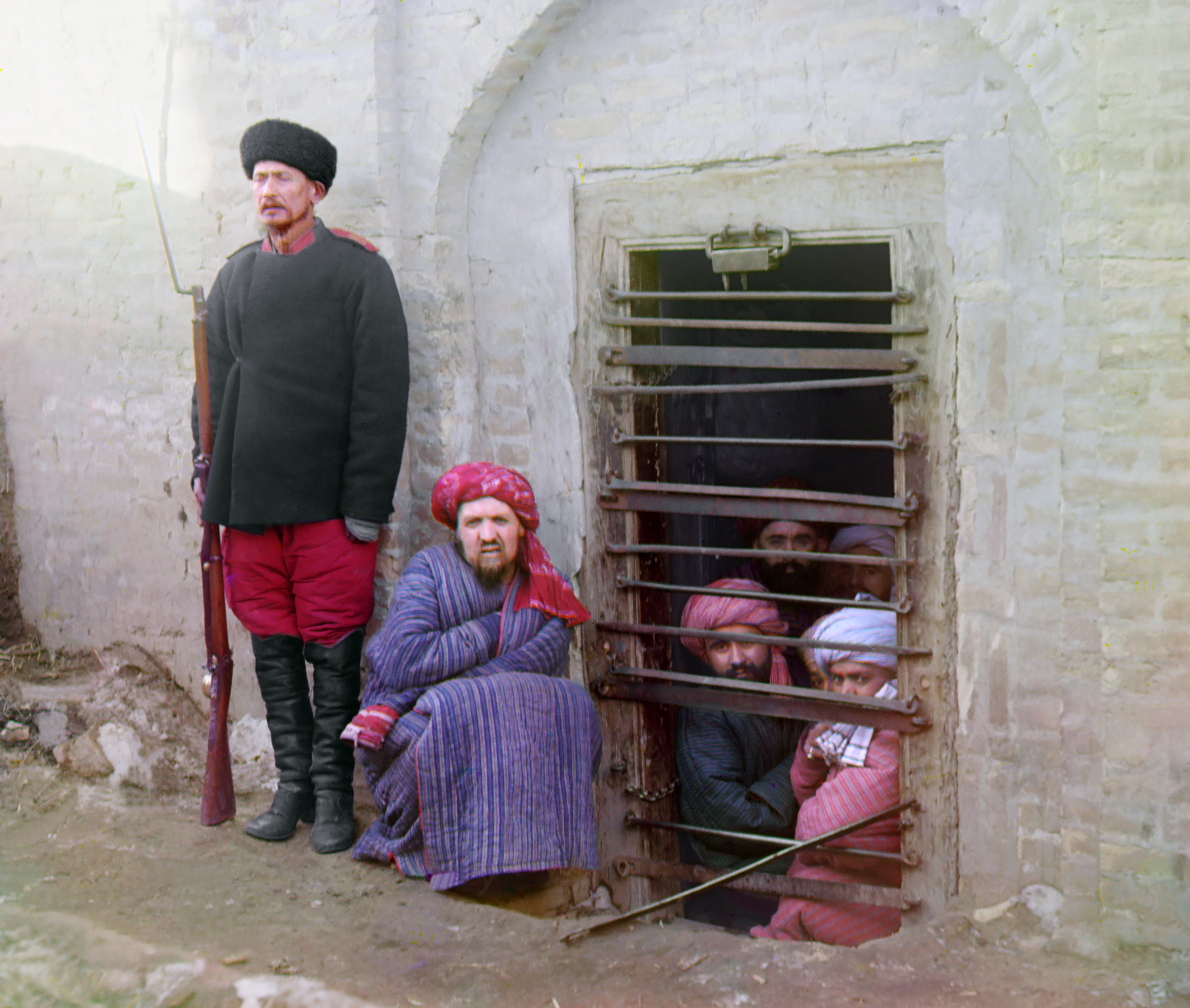
Prisioneiros em um zindan, uma prisão tradicional da Ásia Central, no Protetorado Bucarano sob Rússia Imperial, ca. 1910

### Campanhas da Rússia
As forças do canatos estavam mal equipadas e pouco podiam fazer para resistir ao avanço da Rússia, embora Alimqul, comandante de Cocanda, liderasse uma campanha quixotesca antes de ser morto perto de Chimkent. A principal oposição à expansão russa para o Turquestão vieram dos ingleses, que consideravam que a Rússia estava tornando-se muito poderosa e ameaçando as fronteiras do noroeste da Índia britânica. Esta rivalidade que veio a ser conhecida como o "Grande Jogo", onde as duas potências competiam entre si para promover seus próprios interesses na região. Durante este período, o Afeganistão foi de grande importância estratégica, o país permaneceu independente como um Estado-tampão entre os dois impérios.
Após a queda de Tashkent para o General Mikhail Chernyayev em 1865, Khodjend, Djizak e Samarcanda caíram para os russos em uma rápida sucessão ao longo dos próximos três anos, assim como o Canato de Cocanda e o Emirado de Bucara foram repetidamente derrotados. Em 1867, o Turquestão russo foi posto sob o comando de um Governador Geral, Konstantin Petrovich Von Kaufman, com sede em Tashkent. Entre 1881-1885, a região Transcaspiana foi anexada no decurso de uma campanha liderada pelos generais Mikhail Ánenkov e Mikhail Skobelev, e, Ashkhabad, Merv e Pendjeh também passaram sob controle russo. A expansão russa foi interrompida em 1887 quando a Rússia e a Grã-Bretanha delimitavam a fronteira norte do Afeganistão. Bucara e o Canato de Quiva permaneceram semi-independentes, mas eram essencialmente ao longo das linhas dos protetorados dos Estados principescos da Índia britânica. Embora a conquista foi motivada pelas preocupações quase puramente militares, na década de 1870 e 1880, o Turquestão veio a desempenhar um papel econômico razoavelmente importante dentro do Império Russo. Por causa da Guerra Civil Americana, o algodão subiu de preço em 1860, tornando-se um bem cada vez mais importante na região, embora o seu cultivo foi em uma escala muito menor do que durante o período soviético. O comércio de algodão levou a melhorias: a Ferrovia Transcaspiana de Krasnovodsk para Samarcanda e Tasquente, e a Ferrovia Trans-Aral de Orenburg para Tashkent foram construídas. Em longo prazo, o desenvolvimento de uma monocultura de algodão no Turquestão tornaria-o dependente das importações de alimentos de Sibéria ocidental, e a Ferrovia Turquistão-Sibéria já estava prevista quando a Primeira Guerra Mundial estourou. O governo russo ainda permanecia distante da população local, principalmente se preocupando somente com a pequena minoria de habitantes russos da região. Os muçulmanos locais não eram considerados cidadãos plenamente russos; não tinham todos os privilégios dos russos, mas também não tinham as mesmas obrigações, tais como o serviço militar. O regime czarista deixou elementos substanciais dos regimes anteriores (tais como os tribunais religiosos muçulmanos) intactos, e a auto-administração local ao nível da aldeia, foi bastante extensa.

### Influência chinesa
Durante os séculos XVII e XVIII, a Dinastia Chingue fez várias campanhas para conquistar os zungares mongóis. Entretanto, eles incorporaram partes da Ásia central para o Império Chinês. Os tumultos internos interromperam amplamente a expansão chinesa no século XIX. Em 1867, iacube Begue conduziu uma revolta que viu Xinjiang recuperar a sua independência como as revoltas de Taiping e Nian no coração do Império impediu os chineses de reafirmar seu controle sobre a região. Em vez disso, os russos ampliaram, anexando os Vales de Chu e Ili e a cidade de Kuldja do Império Chinês. Após a morte de Iacube Begue em Korla em 1877, seu estado entrou em colapso, e a área foi reconquistada pela China. Após longas negociações Kuldja foi retornada a Pequim pela Rússia em 1884.

### Revolução e revolta
Durante a Primeira Guerra Mundial, a isenção do serviço militar muçulmano foi removido pelos russos, o que provocou a Revolta da Ásia Central de 1916. Quando a Revolução Russa de 1917 ocorreu, um Governo provisório de Reformadores Jadid, também conhecido como o Conselho de Muçulmanos do Turquistão se reuniram em Cocanda e declararam autonomia do Turquestão. Este novo governo foi rapidamente esmagado pelas forças do Soviete de Tashkent, e os estados semiautônomos de Bucara e Quiva também foram invadidos. As principais forças de independência foram rapidamente esmagadas, mas os guerrilheiros conhecidos como Basmachis continuaram a combater os comunistas até 1924. A Mongólia também foi varrida pela Revolução Russa e, embora nunca se tornou uma república soviética, tornou-se uma República Popular comunista em 1924.
Houve ameaça de uma invasão do Exército Vermelho ao Turquestão chinês, mas o governador concordou em cooperar com os sovietes. A criação da República da China em 1911, e a turbulência em geral no país afetou suas participações na Ásia Central. O controle da região pelo Kuomintang era fraco e havia uma dupla ameaça, dos separatistas islâmicos e dos comunistas. Eventualmente a região tornou-se amplamente independente sob o controle do governador provincial. Ao invés de invadir, a União Soviética criou uma rede de consulados na região e enviou ajuda e assessores técnicos. Na década de 1930, o relacionamento do governador de Xinjiang com Moscou foi muito mais importante do que com Nanquim. A Guerra Civil Chinesa desestabilizou ainda mais a região e viu os nacionalistas turcos fazerem tentativas de independência. Em 1933, a Primeira República do Turquestão Oriental foi declarada, mas foi destruída logo após com a ajuda das tropas soviéticas. Após a invasão alemã da União Soviética em 1941, o governador de Xinjiang, Sheng Shicai, rendeu-se e quebrou suas ligações para com Moscou, passando a se aliar com o Kuomintang. Isso levou a uma guerra civil na região. Sheng foi forçado a fugir e os soviéticos apoiaram a Segunda República do Turquestão Oriental que foi formada. Este estado foi anexado pela República Popular da China em 1949.

## Domínio da URSS e da República Popular da China
Depois de ter sido conquistada pelas forças bolcheviques, Ásia Central Soviética experimentou uma onda de reorganização administrativa. Em 1918, os bolcheviques configuraram a República Soviética Socialista Autônoma do Turquestão e, Bucara e Quiva também se tornaram uma república soviética. Em 1919, a Comissão de Conciliação para os Assuntos do Turquestão é criada, para tentar melhorar as relações entre os habitantes locais e os comunistas. As novas políticas foram introduzidas, respeitando os costumes e a religião. Em 1920, a República Socialista Soviética Autônoma do Quirguistão, abrangendo o Cazaquistão moderno, foi criada, sendo renomeado República Autônoma Socialista Soviética do Cazaquistão em 1925. Em 1924, os soviéticos criaram a RSS do Usbequistão e a RSS do Turcomenistão. Em 1929, a RSS do Tadjiquistão foi dividido a partir da RSS do Usbequistão. O Oblast Autônomo do Quirguistão tornou-se uma república socialista em 1936.
Essas fronteiras pouco tinham a ver com a composição étnica, mas os soviéticos achavam que era importante dividir a região, pois viam no pan-turquismo e no pan-islamismo como duas ameaças, o que limitaria a divisão do Turquestão. Sob os soviéticos, as línguas e culturas locais foram sistematizadas e codificadas, e suas diferenças claramente demarcadas e incentivadas. Novos sistemas de escrita em cirílico foram introduzidos, para quebrar os laços com Irã e a Turquia, e, a fronteira sul foi quase totalmente fechada e todas as viagens e o comércio foram direcionados para o norte através da Rússia.
O Islã, assim como outras religiões, também foi controlados. Na Segunda Guerra Mundial, vários milhões de refugiados e centenas de fábricas foram transferidas para a relativamente segura Ásia Central e a região transformou-se permanentemente numa parte importante do complexo industrial soviético. Várias e importantes instalações militares também foram localizadas na região, incluindo as instalações de testes nucleares e o Cosmódromo de Baikonur. A Campanha das Terras Virgens, a partir de 1954, foi um programa de reassentamento massivo de agricultores da União Soviética que trouxe mais de 300.000 pessoas, principalmente da Ucrânia, ao norte do RSS do Cazaquistão e da região de Altai da RSFS da Rússia. Isto levou a uma grande mudança étnica na região.
Processos semelhantes ocorreram em Xinjiang e no resto da China Ocidental, onde a República Popular da China rapidamente estabeleceu o controle absoluto. A área foi sujeita a uma série de planos de desenvolvimento e, como no Turquestão Ocidental, o foco foi sobre o crescimento do cultivo comercial do algodão. Estes esforços foram supervisionados pelo Corpo de Produção e Construção de Xinjiang. O Partido Comunista Chinês também incentivou a migração de chineses Han a Xinjiang levando a uma importante mudança demográfica, que até o ano 2000 cerca de 40% da população de Xinjiang eram Han. Tal como aconteceu na União Soviética, com as línguas  e culturas locais sendo mais incentivadas, a Xinjiang foi concedido estatuto de autonomia. No entanto, o Islã foi muito perseguido, principalmente durante a Revolução Cultural. Semelhante à região dominada pela União Soviética, muitos habitantes de Xinjiang morreram devido às políticas agrícolas fracassadas como o Grande Salto Adiante.

## Ásia Central pós-1991
De 1988 a 1992, uma imprensa livre e um sistema multipartidário desenvolveu-se nas repúblicas da Ásia Central impulsionados pela perestroika que pressionou os partidos comunistas locais a se abrir. No entanto, estes sintomas de mudança, que Svat Soucek chamou de "Primavera da Ásia Central", foi muito breve, logo após a independência, ex-oficiais do Partido Comunista reformularam a si próprios como homens fortes locais, a estabilidade política na região tem sido quase sempre mantida, com a grande exceção da Guerra Civil do Tadjiquistão que durou de 1992 a 1997. Nos primeiros anos, nenhum Estado experientou repressão grande, mas também não podem ser consideradas verdadeiras democracias. Em 2005, também viu-se a expulsão em grande parte pacífica do presidente do Quirguistão Askar Akayev na Revolução das Tulipas e um surto de violência em Andijan, no Uzbequistão.

Os estados independentes da Ásia Central, com suas fronteiras desenhadas pelos soviéticos

Grande parte da população da Ásia Central Soviética era indiferente ao colapso da União Soviética, até mesmo as grandes populações russa no Cazaquistão (cerca de 40% do total) e Tashkent, no Uzbequistão, que não tinham interesse na independência. A ajuda do Kremlin também tinham sido fundamentais para as economias da Ásia Central, onde cada uma das repúblicas recebiam transferências monetárias maciças a partir de Moscou. A independência resultou em grande parte dos esforços dos pequenos grupos de nacionalistas, principalmente os intelectuais locais. Embora nunca tenha sido uma parte da União Soviética, a Mongólia, seguiu um caminho semelhante. Muitas vezes agindo como uma décima sexta república soviética não oficial,  o regime comunista caiu apenas em 1996, mas entrou rapidamente em problemas econômicos.
O desempenho econômico da região desde a independência tem sido irregular. A  Ásia Central contém algumas das maiores reservas de recursos naturais no mundo, mas há sérias dificuldades para transportá-los. Uma vez que se encontra mais distante do oceano do que em qualquer outro lugar do mundo, e suas fronteiras do sul ficaram fechadas por décadas, as principais rotas comerciais e gasodutos atravessam a Rússia. Como resultado, a Rússia ainda exerce forte influência sobre a região do que em qualquer outra ex-república soviética. No entanto, a importância energética crescente do Mar Cáspio implica um grande envolvimento na região pelos EUA. O ex-secretário de Energia dos EUA, Bill Richardson, havia afirmado que "na região do Mar Cáspio, esperamos salvar-nos [os EUA] da total dependência de petróleo do Oriente Médio". Alguns analistas, como Myers Jaffe e Robert A. Manning, estimam, porém, que entrada dos EUA na região (com iniciativas favorecidas pelos EUA como no oleoduto Baku-Tbilisi-Ceyhan) como um ator importante pode complicar as chances de Moscou de fazer uma ruptura decisiva com os erros do passado econômico e excessos geopolítica na Ásia Central. Eles também consideram como um mito a afirmação de que o petróleo e do gás do Mar Cáspio será uma alternativa mais barata e mais segura aos fornecimentos do Golfo Pérsico.
Apesar destas reservas e medos, desde o final de 1980, Azerbaijão, Cazaquistão e Turquemenistão, pouco a pouco se mudaram para o centro do palco nos mercados globais de energia e são considerados como fatores chave da segurança energética internacional. O Azerbaijão e o Cazaquistão em particular, têm conseguido atrair investimentos estrangeiros em massa para seus setores de petróleo e gás. De acordo com Gawdat Bahgat, o fluxo de investimento sugere que o potencial geológico da região do Mar Cáspio como uma importante fonte de petróleo e gás não está em causa . A Rússia e o Cazaquistão começaram uma maior cooperação energética em 1998, que foi consolidada em maio de 2002, quando os presidentes Vladimir Putin e Nursultan Nazarbayev assinaram um protocolo dividindo três campos de gás - Kurmangazy, Tsentralnoye e Khvalynskoye - em igualdade de condições. Na sequência da ratificação de tratados bilaterais, Rússia, Cazaquistão e Azerbaijão declararam que o norte do Mar Cáspio foi aberto para negócios e investimentos como tinham chegado a um consenso sobre o estatuto jurídico da bacia hidrográfica. O Irã e o Turcomenistão, recusaram a reconhecer a validade dos acordos bilaterais, o Irã rejeita qualquer acordo bilateral para dividir o Mar Cáspio. Por outro lado, as escolhas dos EUA na região (no âmbito da chamada "diplomacia pipeline"), como o forte apoio do oleoduto de Baku (o projeto foi finalmente aprovado e foi concluído em 2005), refletem uma vontade política para evitar tanto a Rússia e o Irã .
Mas há outras potências interessadas na Ásia Central. Logo após a independência dos estados da Ásia Central, Turquia e Irã, que historicamente tiveram pouco a ver com a região têm procurado reforçar os seus laços. Outro ator importante na moderna da Ásia Central é a Arábia Saudita, que tem financiado o renascimento do Islã na região. Olcott recorda que logo após a independência, a Arábia Saudita enviou cópias do Alcorão e apropriou maciçamente de fundos para reparar inúmeras mesquitas. Estima-se que no Tajiquistão foram construídas ou reabilitadas 500 mesquitas com dinheiro saudita. . Os líderes do Partido Comunista, que no passado foram ateus, converteram-se ao Islã. Também formaram pequenos grupos islâmicos em outros países, mas o islamismo radical tem pouca tradição na região, as sociedades da Ásia Central têm sido bastante seculares, e os cinco estados têm boas relações com Israel. A Ásia Central é o lar de um grande número de judeus, e desenvolveram fortes laços comerciais entre os que chegaram a Israel após a independência e os que ficaram.
A República Popular da China vê a região como uma fonte essencial de matérias-primas, a maioria países da Ásia Central são membros da Organização de Cooperação de Xangai. Isto tem afetado Xinjiang e outras partes do oeste da China que viram estabelecimento de programas de infra-estrutura e também novas instalações militares. A Ásia Central chinesa tem permanecido muito longe do centro do boom econômico do país e a área permaneceu consideravelmente pior do que a costa. A China também vê uma ameaça em potencial dos novos Estados para apoiar movimentos separatistas entre suas próprias minorias turcas.
Um importante legado soviético, é a grande destruição ecológica que ocorreu na área. O mais notável é a gradual secagem do Mar de Aral. Durante a era soviética, foi decidido que as culturas tradicionais de melão e vegetais seriam substituídas pelo algodão com crescente uso intensivo de água para as fábricas de têxteis soviéticas. Os esforços massivos de irrigação foram lançados, desviando uma porcentagem considerável de água que recebia anualmente do Mar de Aral, fazendo-o encolher de forma constante. Além disso, vastas áreas do Cazaquistão foram usados para testes nucleares, e existe uma infinidade de fábricas e minas abandonadas.
Na primeira parte de 2008 a Ásia Central experimentou uma grave crise energética, a escassez de eletricidade e combustível, agravado pela anormalmente baixas temperaturas, falta de infra-estrutura, e uma escassez de alimentos.